# 孟津抄
『孟津抄』（もうしんしょう）は、戦国・安土桃山時代の関白・九条稙通が著した『源氏物語』の注釈書。

## 概要
1575年（天正3年）成立、原本は全20巻であるが、現存本には15冊・21冊・54冊本などもある。「孟津」とは中国黄河上流の地名であり、古くは天の川の入り口になると信じられていた。自身の著書を「孟津」と名付けたことは、「自身の学問がまだ入り口に過ぎない」という謙遜の意味を込めたものとみられる。後世においては異名の「九条禅閤」にちなんで九禅抄とも呼ばれた。
叔父三条西公条から伝授された。三条西家の源氏学に『河海抄』・『花鳥余情』・『弄花抄』などの先学の説、更に自説を加えて各巻ごとに注釈を入れている。草稿本と清書本が存在するが、伝本は少ないとされている。

## 本文
- 『源氏物語古注集成 4 孟津抄 上巻』おうふう、1993年11月 ISBN 978-4-2730-0129-2
- 『源氏物語古注集成 5 孟津抄 中巻』おうふう、1981年12月 ISBN 978-4-2730-0130-8
- 『源氏物語古注集成 6 孟津抄 下巻』おうふう、1984年01月 ISBN 978-4-2730-0131-5